# Stazione di Momoyama-dai
Momoyama-dai (桃山台駅?, Momoyamadai-eki) è una stazione della Ferrovia Kita-Ōsaka Kyūkō che serve la zona nord di Osaka. Tutti i treni proseguono poi verso Esaka e quindi verso la linea Midōsuji della metropolitana di Osaka. La stazione è realizzata in trincea e si trova nell'area del comune di Suita.